# Antónis Petrópoulos
Antónios Petrópoulos (en grec : Αντώνιος Πετρόπουλος), souvent appelé Antónis Petrópoulos (Αντώνης Πετρόπουλος), né le 28 janvier 1986 à Athènes, est un footballeur grec.

## Biographie

### En club
Antónios Petrópoulos évolue en Grèce et en Italie.
Il dispute 166 matchs en première division grecque, inscrivant 44 buts, et cinq matchs en deuxième division italienne.
Il réalise sa meilleure performance en Super League lors de la saison 2013-2014, où il marque douze buts en championnat. Cette saison là, il est l'auteur de trois doublés.
Avec le club du Panathinaïkós, il participe à la Ligue des champions et de la Ligue Europa.

### En équipe nationale
Avec les moins de 19 ans, il participe au championnat d'Europe des moins de 19 ans en 2005. Lors de cette compétition organisée en Irlande du Nord, il joue trois matchs. Il se met alors en évidence en inscrivant un but contre le pays organisateur. Avec un bilan d'une seule victoire et deux défaites, la Grèce ne dépasse pas le premier tour du tournoi.
Antónios Petrópoulos est sélectionné en équipe de Grèce des moins de 21 ans entre 2005 et 2008. Avec cette équipe, il inscrit sept buts rentrant dans le cadre des éliminatoires de l'Euro espoirs, et un but lors d'une rencontre amicale.

## Palmarès
- Champion de Grèce en 2010 avec le Panathinaïkós
- Vice-champion de Grèce en 2011 et 2012 avec le Panathinaïkós